# 歐文山
歐文山（英語：Mount Irving）是南極洲的山峰，位於南設得蘭群島的克拉倫斯島東南部，海拔高度2,300米，該山峰以英國皇家海軍命名，人類在1970月12月1日首次登頂。